# 富山県保育所一覧
富山県保育所一覧（とやまけんほいくしょいちらん）は、富山県の保育所の一覧。

## 公立保育所

### 富山市
- 富山市立清水保育所
- 富山市立愛宕保育所
- 富山市立柳町保育所
- 富山市立双葉保育所
- 富山市立和合保育所
- 富山市立西田地方保育所
- 富山市立雲雀ケ丘保育所
- 富山市立新庄保育所
- 富山市立堀川保育所
- 富山市立岩瀬保育所
- 富山市立老田保育所
- 富山市立長岡保育所
- 富山市立呉羽保育所
- 富山市立寒江保育所
- 富山市立古沢保育所
- 富山市立池多保育所
- 富山市立三郷保育所
- 富山市立水橋西部保育所
- 富山市立上条保育所
- 富山市立水橋東部保育所
- 富山市立太田保育所
- 富山市立稲荷元町保育所
- 富山市立浜黒崎保育所
- 富山市立月岡保育所
- 富山市立豊田保育所
- 富山市立笹津保育所
- 富山市立大沢野西部保育所
- 富山市立船峅保育所
- 富山市立大久保保育所
- 富山市立大山中央保育所
- 富山市立福沢保育所
- 富山市立八尾保育所
- 富山市立福島保育所
- 富山市立黒瀬谷保育所
- 富山市立朝日保育所
- 富山市立宮川保育所
- 富山市立婦中熊野保育所
- 富山市立古里保育所
- 富山市立音川保育所
- 富山市立山田保育所
- 富山市立ほそいり保育所

### 魚津市
- 魚津市立青島保育園
- 魚津市立片貝保育園
- 魚津市立経田保育園
- 魚津市立住吉保育園
- 魚津市立野方保育園
- 魚津市立松倉保育園
- 魚津市立道下保育園
- 魚津市立西布施保育園
- 魚津市立つくし学園（就学前の知的障害児通園施設）

### 砺波市
- 砺波市立出町保育所
- 砺波市立鷹栖保育所
- 砺波市立庄下保育所
- 砺波市立東部保育所
- 砺波市立油田保育所
- 砺波市立北部保育所
- 砺波市立太田保育所
- 砺波市立東山見保育所
- 砺波市立青島保育所
- 砺波市立雄神保育所
- 砺波市立種田保育所

### 南砺市
- 南砺市立城端さくら保育園
- 南砺市立平みどり保育園
- 南砺市立上平保育園
- 南砺市立利賀ささゆり保育園
- 南砺市立井波にじいろ保育園
- 南砺市立山野保育園
- 南砺市立井口保育園
- 南砺市立福野ひまわり保育園
- 南砺市立福野おひさま保育園
- 南砺市立福光どんぐり保育園
- 南砺市立福光南部あおぞら保育園
- 南砺市立山田保育園
- 南砺市立北山田保育園
- 南砺市立吉江保育園

## 私立保育所

### 富山市
保育所型認定こども園、幼保連携型認定こども園、地方裁量型認定こども園、地域型保育事業を含む。
- 石金こども園
- 桜谷保育園
- 富山認定こども園
- ひかり保育園
- 富山聖マリア保育園
- なでしこ保育園
- 奥田保育園
- 常盤台保育園
- わかば保育園
- のぞみ保育園
- かたかご保育園
- いちい保育園
- わかくさ保育園
- 愛和こども園
- めぐみこども園
- はりはら保育園
- にながわ保育園
- 萩浦保育園
- 東山保育園
- 四方こども園
- まつわか保育園
- ひろたこども園
- くまのこども園
- 光陽もなみ保育園
- 神明こども園
- みずはしこども園
- 藤ノ木こども園
- 堀川南保育園
- やまむろこども園
- おおひろたこども園
- 城南もなみ学園
- さみどり認定こども園
- 新庄さくら保育園
- ガンバ村保育園
- どんぐり山共同保育園
- 青い鳥保育園
- 大沢野ちゅうおうこども園
- 大沢野こども園
- 上滝保育園
- おおしょう保育園
- 杉原こども園
- しんでん保育園
- ピノキオナースリースクール
- 婦中もなみ保育園
- 鵜坂保育園
- じんぼ保育園
- みかど保育園
- ささくら保育園
- わかばにこにこ園
- 不二越あじさい保育園
- きぼう保育園

### 魚津市
- 魚津保育園
- 魚津第二保育園
- 加積保育園
- 吉島保育園
- 上口保育園
- 川原保育園
- 天神保育園
- 本江保育園

### 砺波市
- 東般若保育園
- ちゅうりっぷ保育園